# 14 км дороги Кемь-Калевала
14 км доро́ги Кемь-Калева́ла (ранее Сокол) — посёлок в Кемском районе Республики Карелия. Входит в состав Кемского городского поселения.

## География
Посёлок находится на берегу Путкинского водохранилища, на федеральной автодороге Р21 «Кола», на расстоянии 13 км к западу от города Кемь, административного центра района.

## История
Ранее посёлок носил наименование Сокол, в котором жили военные лётчики 265-го истребительного авиаполка ПВО, а ранее 828-го штурмового авиационного полка, служившие на аэродроме Подужемье, расположенном у автотрассы.

## Население
| 2002 | 2009 | 2010 | 2013 |
| ---- | ---- | ---- | ---- |
| 633  | ↗658 | ↘584 | ↗604 |

## Инфраструктура
В посёлке действует Подужемская средняя общеобразовательная школа.

## Достопримечательности
В посёлке установлен памятник самолёту Су-15.

## Галерея

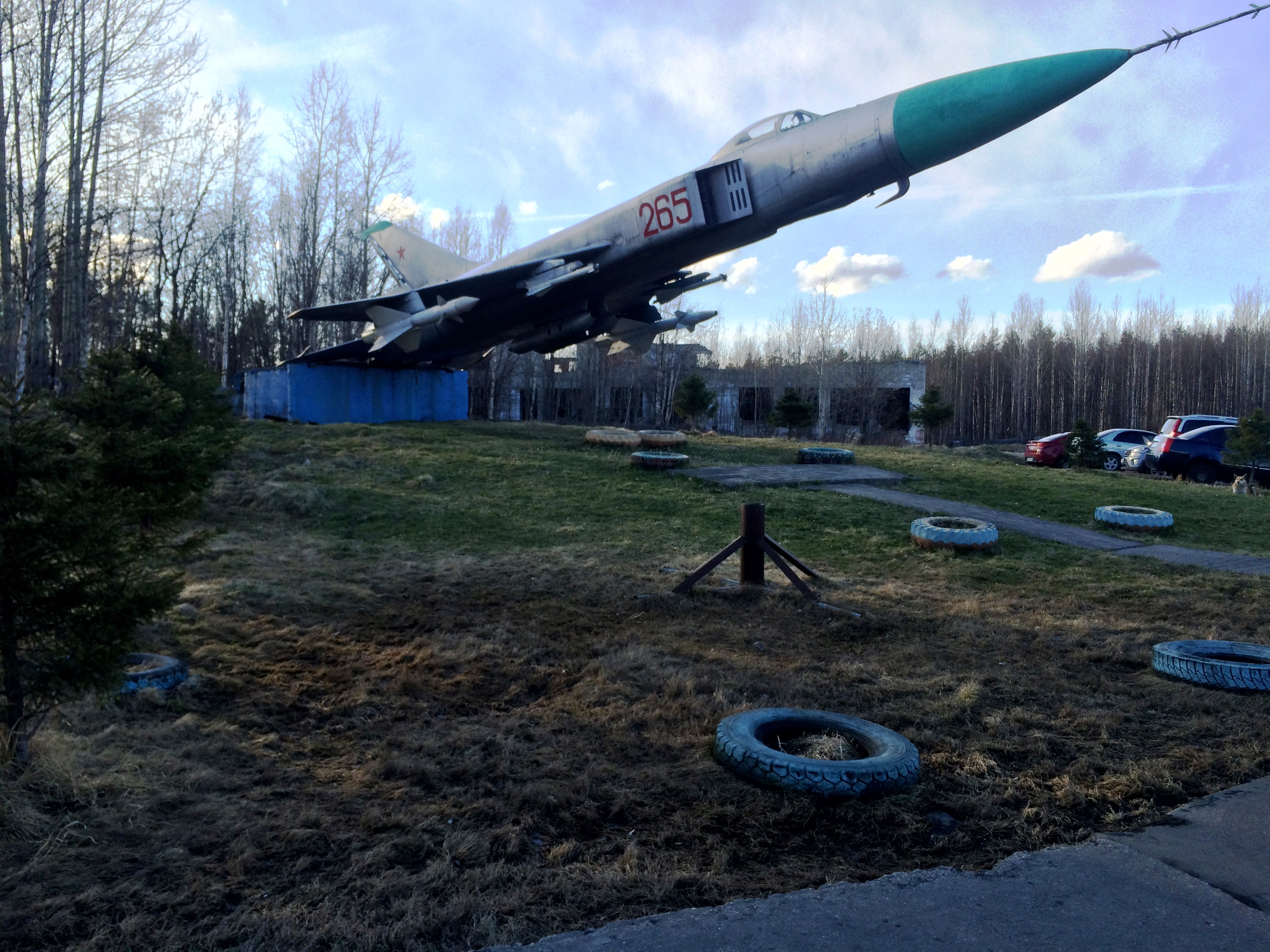
Памятник самолёту Су-15.
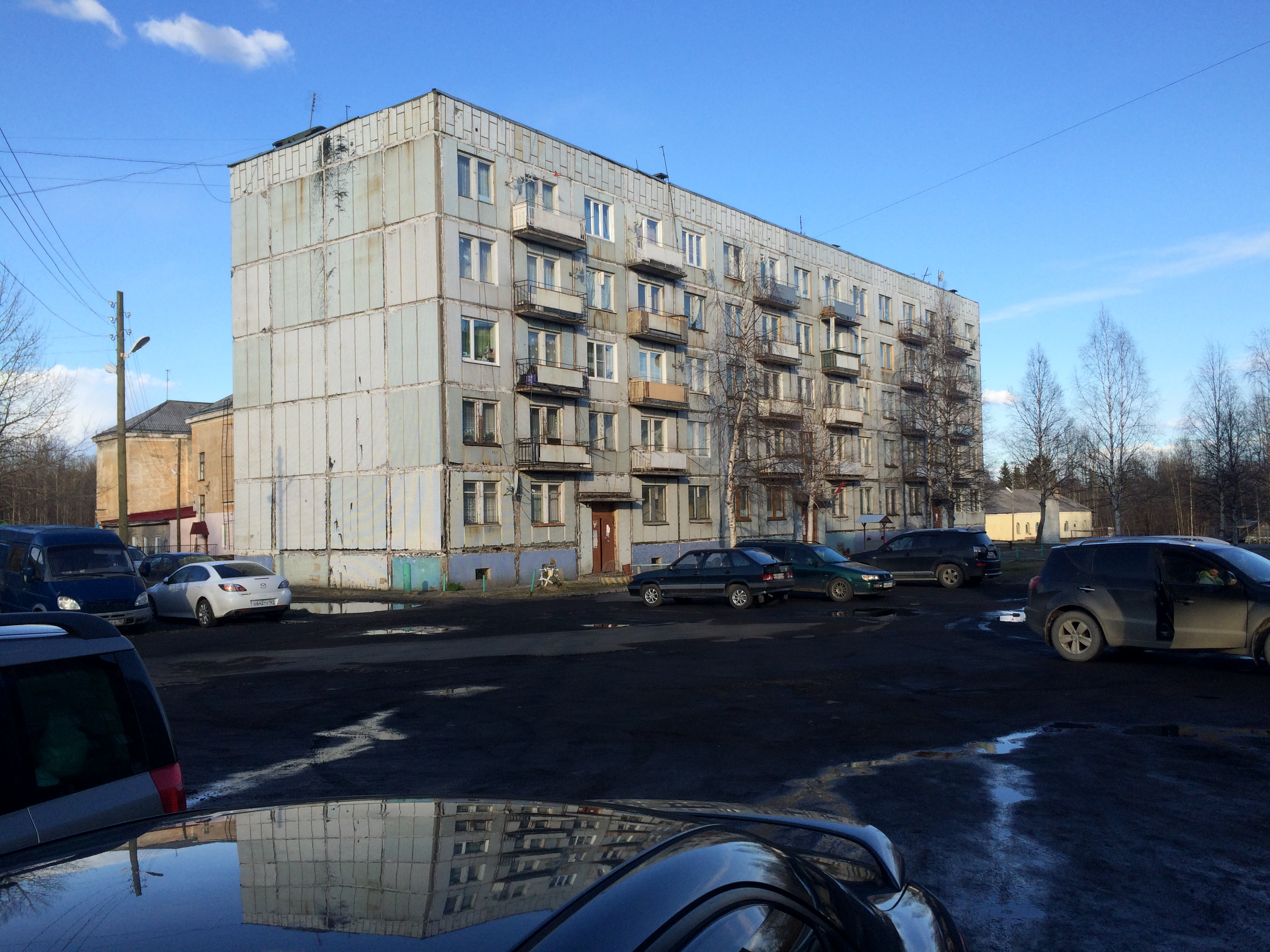
Жилые дома.
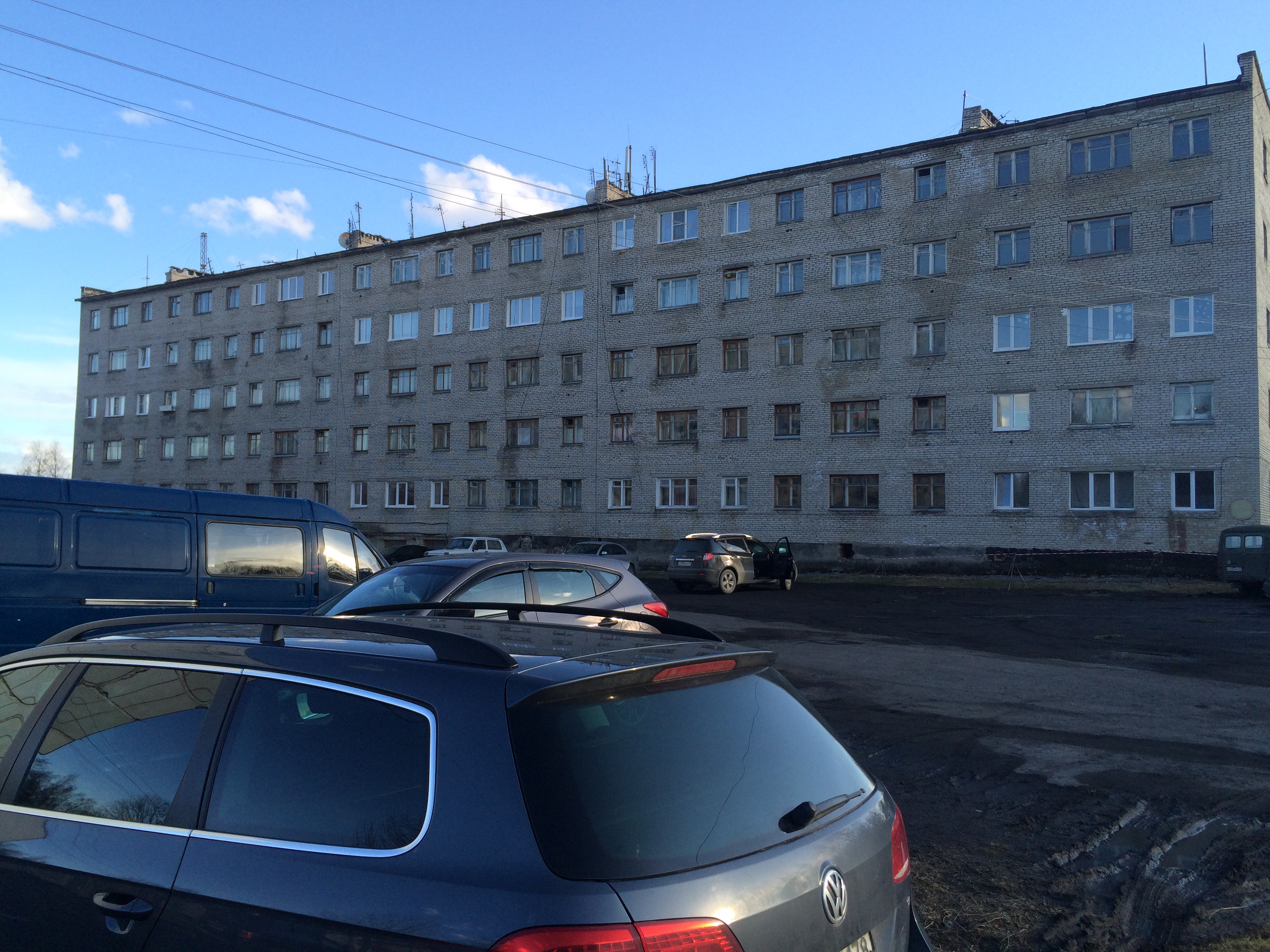
Жилой дом.